# Pop Secret
Pop Secret è una serie animata francese del 2007, creata da Anne-Caroline Pandolfo e Isabelle Simler.

## Trama
Tre ragazze aliene, Loli, Kali e Mia, sono le celebri cantanti del gruppo Pop Secret; esso è gestito dal perfido Barone di Kaos, capo di un'organizzazione criminale. Le ragazze sono tuttavia delle spie che si sono infiltrate con lo scopo di annientare la minaccia del Barone e preservare la pace nell'Universo.

## Personaggi
- Loli, Kali (Karina) e Mia (Malika); sono tre spie che svolgono come copertura l'attività di cantanti; esse formano il gruppo Pop Secret.
- Boze; è il gatto delle tre ragazze; in realtà sa parlare e le aiuta a gestire le loro missioni.
- Monty; è un robot, allenatore delle ragazze.
- Il Barone di Kaos; capo di una pericolosa associazione criminale, è anche il produttore degli spettacoli delle tre ragazze.

## Doppiaggio
Nella tabella sono presenti le informazioni relative al doppiaggio italiano di Pop Secret.
| Personaggio    | Voce francese     | Voce italiana      |
| -------------- | ----------------- | ------------------ |
| Loli           | Dorothée Pousséo  | Valentina Mari     |
| Karina (Kali)  | Adeline Chetaille | Domitilla D'Amico  |
| Malika (Mia)   | Adeline Moreau    | Perla Liberatori   |
| Boze           | sconosciuto       | Giorgio Locuratolo |
| Monty          | sconosciuto       | Leonardo Graziano  |
| Barone di Kaos | sconosciuto       | Giorgio Locuratolo |

## Distribuzione

### Italia
In Italia Pop Secret è stato trasmesso su Rai Sat Smash nel febbraio 2009 poi su Rai Gulp dal 4 febbraio all'11 marzo 2010.